# Edizioni di Fantastico
In questa voce sono elencate e descritte le edizioni del varietà televisivo italiano Fantastico, in onda su Rai 1 tra il 1979 e il 1998, per un totale di 13 stagioni.

## Fantastico(1979-1980)
Numero di puntate: 13 + 1 anteprima

Logo della prima edizione (1979-1980)

Periodo: dal 6 ottobre 1979 al 5 gennaio 1980.
Conduzione:  Loretta Goggi e Beppe Grillo con Heather Parisi
Sigla di testa: Disco Bambina di Heather Parisi
Sigla di coda: L'aria del sabato sera di Loretta Goggi
Direzione musicale: Tony De Vita
Primi ballerini: Enzo Avallone e Gianni Brezza
Coreografie: Gisa Geert (per Loretta Goggi) e Franco Miseria (per Heather Parisi)
Il programma si registra nello Studio F1 della Fiera di Milano, in onda con la regia di Enzo Trapani. Un programma di Giorgio Calabrese, Adolfo Perani, Antonio Ricci, Alberto Testa. Partecipa inoltre il quartetto vocale degli Omelet La serata finale venne condotta anche da Alberto Giubilo, con i collegamenti da Roma condotti da Rosanna Vaudetti.
A settembre è andata in onda una puntata intitolata Anteprima Fantastico.

## Fantastico 2(1981-1982)
Numero di puntate: 13
Periodo: dal 3 ottobre 1981 al 6 gennaio 1982.
Conduzione: Walter Chiari, Oriella Dorella, Heather Parisi, Romina Power, Memo Remigi, Gigi Sabani, Claudio Cecchetto
Sigla di testa: Cicale di Heather Parisi
Sigla di coda: Gocce di luna di Memo Remigi
Direzione musicale: Tony De Vita. 
Coreografie:  Franco Miseria (per Heather Parisi) e Mario Pistoni (per Oriella Dorella).
Dallo studio F1 della Fiera di Milano. Regia di Enzo Trapani. Un programma di Adolfo Perani, Antonio Ricci, Alberto Testa. Durante questa edizione Romina Power lanciò il brano Il ballo del qua qua. Anche in questa edizione, la serata finale fu condotta anche da Alberto Giubilo.

## Fantastico 3(1982-1983)
Numero di puntate: 14
Periodo: dal 2 ottobre 1982 al 6 gennaio 1983
Conduzione: Corrado e Raffaella Carrà, Gigi Sabani e Renato Zero
Sigla di testa: Ballo ballo di Raffaella Carrà
Sigla di coda: Soldi di Renato Zero
Direzione musicale:  Tony De Vita
Coreografie: Sergio Japino (Per Raffaella Carrà) e Bruno Telloli (per Renato Zero)
Dallo studio TV3 della sede Rai di Milano. Regia di Enzo Trapani. Un programma di Lianella Carell, Corìma, Stefano Jurgens, Popi Perani, Antonio Ricci. Inviate per i collegamenti esterni: Ramona Dell'Abate e Marina Perzy. Costumi di Luca Sabatelli (per Raffaella Carrà) e Ruggero Vitrani (per Renato Zero).
Durante la trasmissione vengono anche proposti i brani di successo Viva la Rai, cantata da Renato Zero (sigla della rubrica Fantastico Zero) e Carletto cantata da Corrado

## Fantastici 4(1983-1984)
Numero di puntate: 14
Periodo: dal 1º ottobre 1983 al 6 gennaio 1984
Conduzione: Gigi Proietti con Heather Parisi, Teresa De Sio, Valeria Cavalli, Jinny Steffan e il gruppo di attori Gli Optional
Sigla di testa: Ceralacca di Heather Parisi
Sigla di coda: O sole se ne va di Teresa De Sio
Direzione musicale: Tony De Vita
Primi ballerini: Fabio Molfesi, Garrison Rochelle e Brian Bullard
Dallo studio TV3 della sede Rai di Milano. Regia di Enzo Trapani. Un programma di Marcello Casco, Adolfo Perani, Gigi Proietti, Alberto Testa con la collaborazione di Mario Castellacci. Viene anche lanciato il brano Foxtrot, Apri la fine', cantato da Gigi Proietti.

## Fantastico 5(1984-1985)
Numero di puntate: 14
Periodo: dal 6 ottobre 1984 al 5 gennaio 1985.
Conduzione: Pippo Baudo, con Heather Parisi ed Eleonora Brigliadori
Sigla di testa: Sigla iniziale Crilù di Heather Parisi.
Sigla di coda: Cominciare di Adriano Pappalardo, cantata con il figlio Laerte Pappalardo
Direzione musicale: Pippo Caruso
Coreografie: Franco Miseria

A partire da questa edizione il programma è in onda dal Teatro delle vittorie in Roma. Ospite fissa del programma è la cantante Loredana Bertè, che presenta brani tratti dall'album Savoir faire. Da questa edizione la diretta (nelle edizioni precedenti riservata solo alla puntata finale) venne utilizzata per tutte le puntate del varietà.

## Fantastico(1985-1986)
Numero di puntate: 15 + 1 puntata speciale
Periodo:  dal 5 ottobre 1985 al 6 gennaio 1986
Conduzione: Pippo Baudo con Lorella Cuccarini e Galyn Görg
Sigla di testa e di coda: Sugar Sugar di Lorella Cuccarini e Formula 6 di Galyn Görg (erano ad ordine invertito ad ogni puntata).
Direzione musicale: Renato Serio
Primi ballerini: Manuel Franjo e Steve La Chance
Coreografie: Franco Miseria
Il 31 dicembre è in onda una serata speciale intitolata Speciale Fantastico, per festeggiare l'arrivo del nuovo anno con tutto il cast del programma.

## Fantastico(1986-1987)
Numero di puntate: 14 + 1 puntata speciale
Periodo: dal 4 ottobre 1986 al 6 gennaio 1987
Conduzione: Pippo Baudo, Lorella Cuccarini, Alessandra Martines, Il Trio con Nino Frassica
Sigla di testa: Tutto matto, cantata da Lorella Cuccarini
Sigla di coda: L'amore è, cantata da Lorella Cuccarini ed Alessandra Martines
Direzione musicale: Pippo Caruso
Coreografie: Gino Landi
Primi ballerini: Fabio Gallo e Kirk Offerle
In questa edizione tutte le sigle ed i balletti sono realizzati in diretta.
Il 31 dicembre è in onda una serata speciale intitolata Speciale Fantastico, per festeggiare l'arrivo del nuovo anno con tutto il cast del programma.
| Puntata  | Messa in onda    | Telespettatori | Share  |
| -------- | ---------------- | -------------- | ------ |
| 1        | 4 ottobre 1986   | –              | –      |
| 2        | 11 ottobre 1986  | –              | –      |
| 3        | 18 ottobre 1986  | –              | –      |
| 4        | 25 ottobre 1986  | –              | –      |
| 5        | 1º novembre 1986 | –              | –      |
| 6        | 8 novembre 1986  | –              | –      |
| 7        | 15 novembre 1986 | –              | –      |
| 8        | 22 novembre 1986 | –              | –      |
| 9        | 29 novembre 1986 | –              | –      |
| 10       | 6 dicembre 1986  | –              | –      |
| 11       | 13 dicembre 1986 | 13 283 000     | 60,20% |
| 12       | 20 dicembre 1986 | 13 588 000     | 60,95% |
| 13       | 27 dicembre 1986 | 14 273 000     | 58,32% |
| Speciale | 31 dicembre 1986 | 6 560 000      | 48,04% |
| 14       | 6 gennaio 1987   | 15 920 000     | 68,84% |

## Fantastico(1987-1988)
Numero di puntate: 14 + 1 anteprima
Periodo:  dal 3 ottobre 1987 al 6 gennaio 1988
Conduzione: Adriano Celentano, con Marisa Laurito, Heather Parisi, Massimo Boldi, Maurizio Micheli, Bruno Gambarotta
Sigla di testa: L'ultimo gigante
Sigla di coda: È ancora sabato
Direzione musicale:  Renato Serio
Le sigle sono entrambe cantate da Adriano Celentano e ballate da Heather Parisi e Terry Beeman.
A settembre è andata in onda una puntata intitolata Anteprima Fantastico.
| Puntata | Messa in onda    | Telespettatori | Share  |
| ------- | ---------------- | -------------- | ------ |
| 1       | 3 ottobre 1987   | 13 255 000     | 63,03% |
| 2       | 10 ottobre 1987  | 11 611 000     | 52,78% |
| 3       | 17 ottobre 1987  | 11 121 000     | 50,82% |
| 4       | 24 ottobre 1987  | 10 684 000     | 53,93% |
| 5       | 31 ottobre 1987  | 10 936 000     | 49,05% |
| 6       | 7 novembre 1987  | 11 382 000     | 52,23% |
| 7       | 14 novembre 1987 | 13 232 000     | 54,19% |
| 8       | 21 novembre 1987 | 10 966 000     | 50,95% |
| 9       | 28 novembre 1987 | 11 553 000     | 49,02% |
| 10      | 5 dicembre 1987  | 11 643 000     | 54,22% |
| 11      | 12 dicembre 1987 | 10 877 000     | 54,60% |
| 12      | 19 dicembre 1987 | 11 469 000     | 51,35% |
| 13      | 26 dicembre 1987 | 10 009 000     | 51,77% |
| 14      | 6 gennaio 1988   | 10 513 000     | 65,66% |

## Fantastico(1988-1989)
Numero di puntate: 14 
Periodo:  dal 1º ottobre 1988 al 7 gennaio 1989
Conduzione: Enrico Montesano e Anna Oxa
Sigla di testa: Buon appetito all'Italia che va di Enrico Montesano
Sigla di coda: Caro pigiama di Enrico Montesano
Direzione musicale: Renato Serio
| Puntata | Messa in onda    | Telespettatori | Share  |
| ------- | ---------------- | -------------- | ------ |
| 1       | 1º ottobre 1988  | 12 603 000     | 52,66% |
| 2       | 8 ottobre 1988   | 13 004 000     | 55,76% |
| 3       | 15 ottobre 1988  | 11 200 000     | 47,93% |
| 4       | 22 ottobre 1988  | 10 567 000     | 49,63% |
| 5       | 29 ottobre 1988  | 10 403 000     | 47,18% |
| 6       | 5 novembre 1988  | 11 672 000     | 51,13% |
| 7       | 12 novembre 1988 | 10 782 000     | 47,92% |
| 8       | 19 novembre 1988 | 11 073 000     | 48,17% |
| 9       | 26 novembre 1988 | 10 872 000     | 47,04% |
| 10      | 3 dicembre 1988  | 11 426 000     | 49,28% |
| 11      | 10 dicembre 1988 | 11 019 000     | 49,79% |
| 12      | 17 dicembre 1988 | 11 447 000     | 49,41% |
| 13      | 24 dicembre 1988 | 9 625 000      | 49,32% |
| 14      | 7 gennaio 1989   | 13 247 000     | 59,55% |

## Fantastico Cinema(1989-1990)
Numero di puntate: 14 + 1 anteprima
Periodo:  dal 7 ottobre 1989 al 6 gennaio 1990
Conduzione: Massimo Ranieri con Anna Oxa, Alessandra Martines, Giancarlo Magalli, Andy Luotto, Maurizio Battista
A settembre è andata in onda una puntata intitolata Anteprima Fantastico.
| Puntata | Messa in onda    | Telespettatori | Share  |
| ------- | ---------------- | -------------- | ------ |
| 1       | 7 ottobre 1989   | 10 766 000     | 51,06% |
| 2       | 14 ottobre 1989  | 8 628 000      | 41,63% |
| 3       | 21 ottobre 1989  | 8 909 000      | 39,64% |
| 4       | 28 ottobre 1989  | 7 898 000      | 35,77% |
| 5       | 4 novembre 1989  | 8 472 000      | 37,24% |
| 6       | 11 novembre 1989 | 8 050 000      | 35,69% |
| 7       | 18 novembre 1989 | 8 708 000      | 36,64% |
| 8       | 25 novembre 1989 | 8 452 000      | 36,23% |
| 9       | 2 dicembre 1989  | 9 142 000      | 39,58% |
| 10      | 9 dicembre 1989  | 7 927 000      | 33,61% |
| 11      | 16 dicembre 1989 | 8 410 000      | 37,93% |
| 12      | 23 dicembre 1989 | 7 837 000      | 39,51% |
| 13      | 30 dicembre 1989 | 7 521 000      | 34,66% |
| 14      | 6 gennaio 1990   | 9 189 000      | 52,14% |

## Fantastico 90(1990-1991)
Numero di puntate: 14 + 1 puntata speciale
Periodo: 6 ottobre 1990 al 5 gennaio 1991
Conduzione: Pippo Baudo con Marisa Laurito, Giorgio Faletti e Jovanotti
Direzione musicale: Pippo Caruso
Al termine della puntata finale viene trasmesso uno speciale intitolato Buon viaggio ragazzi - Appunti su Fantastico 90, riguardante il dietro le quinte della stagione appena conclusa.
| Puntata | Messa in onda    | Ospiti                                                                              | Telespettatori | Share  |
| ------- | ---------------- | ----------------------------------------------------------------------------------- | -------------- | ------ |
| 1       | 6 ottobre 1990   | Lucio Dalla, Fausto Leali                                                           | 10 993 000     | 49,39% |
| 2       | 13 ottobre 1990  | Duran Duran, Eros Ramazzotti                                                        | 9 797 000      | 42,86% |
| 3       | 20 ottobre 1990  | Edoardo Bennato, Billy Preston                                                      | 8 928 000      | 38,72% |
| 4       | 27 ottobre 1990  | Ron, Wilson Phillips                                                                | 8 962 000      | 38,22% |
| 5       | 3 novembre 1990  | Renato Pozzetto, Paolo Villaggio, Ornella Vanoni                                    | 9 611 000      | 40,75% |
| 6       | 10 novembre 1990 | Gianni Morandi, Enrico Ruggeri                                                      | 9 811 000      | 41,75% |
| 7       | 17 novembre 1990 | Pooh, Whitney Houston                                                               | 10 229 000     | 42,48% |
| 8       | 24 novembre 1990 | Fabio Concato                                                                       | 8 527 000      | 35,35% |
| 9       | 1º dicembre 1990 | Amedeo Minghi, Mietta, Elton John                                                   | 9 030 000      | 38,08% |
| 10      | 8 dicembre 1990  | Toto Cutugno, Enrico Ruggeri, Gianna Nannini, Ornella Vanoni, Alain Delon, Zucchero | 8 434 000      | 40,40% |
| 11      | 15 dicembre 1990 | Carlo Verdone, Ornella Muti, Marco Masini, Paul McCartney                           | 9 278 000      | 38,15% |
| 12      | 22 dicembre 1990 | Gino Bramieri, Gianfranco Jannuzzo                                                  | 8 180 000      | 36,17% |
| 13      | 29 dicembre 1990 |                                                                                     | 8 206 000      | 36,31% |
| 14      | 5 gennaio 1991   | Lucio Dalla, Pino Daniele                                                           | 11 448 000     | 50,54% |

## Fantastico(1991-1992)
Numero di puntate: 14

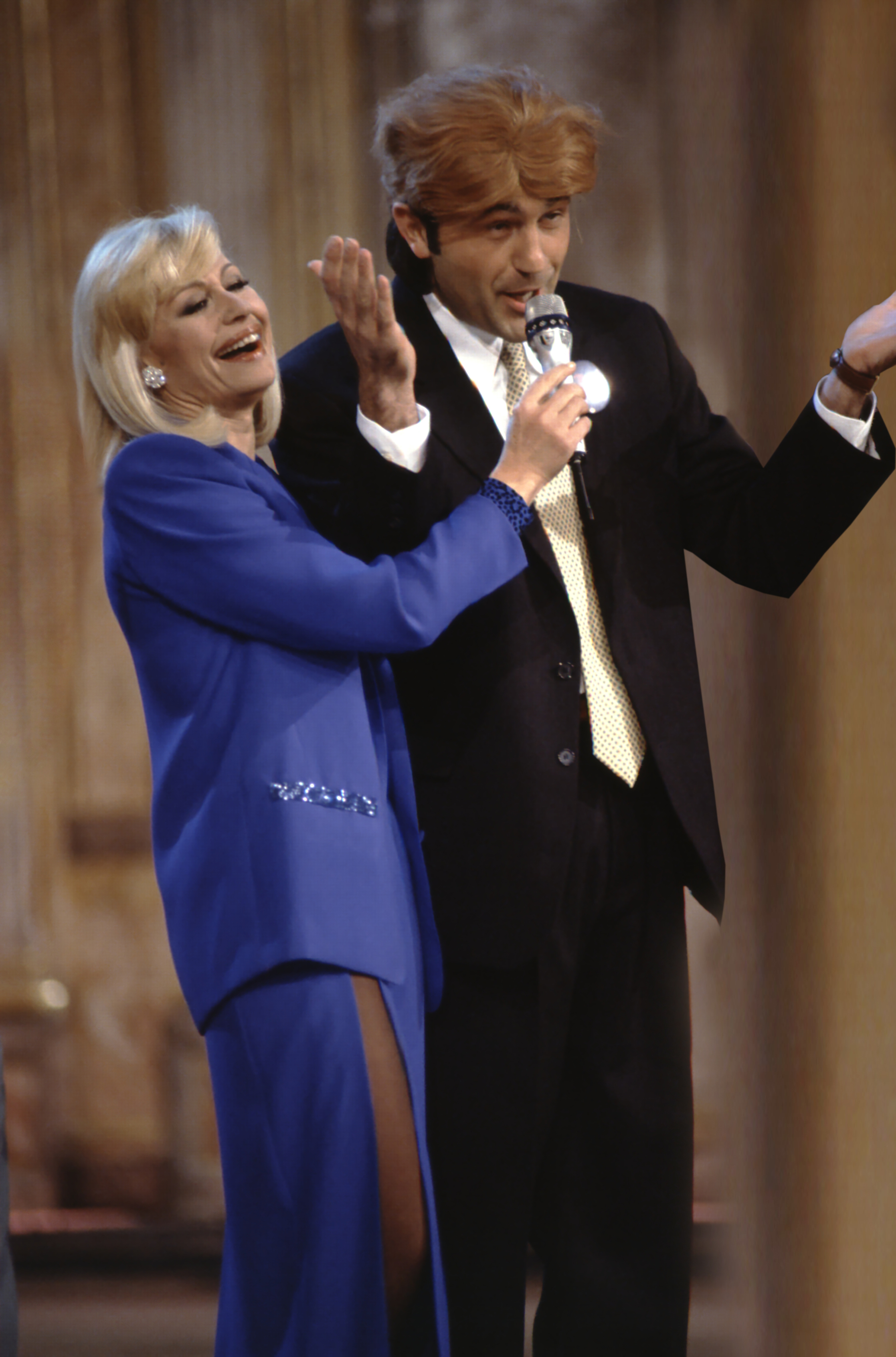
Carlo Frisi e Raffaella Carrà durante Fantastico 12, il 19 ottobre 1991.

Periodo: dal 5 ottobre 1991 al 6 gennaio 1992
Conduzione:  Raffaella Carrà e Johnny Dorelli (assente nella quarta, nona e decima puntata) con Gianfranco D'Angelo e Ilaria Moscato.
Sigla di testa: Scranda la mela di Raffaella Carrà
Direzione musicale: Danilo Vaona e Renato Serio
Coreografie: Franco Miseria
| Puntata | Messa in onda    | Ospiti                                                      | Telespettatori | Share  |
| ------- | ---------------- | ----------------------------------------------------------- | -------------- | ------ |
| 1       | 5 ottobre 1991   | Heather Parisi, Nino Manfredi, Edwige Fenech, Clarissa Burt | 8 694 000      | 41,26% |
| 2       | 12 ottobre 1991  | Christian De Sica                                           | 7 472 000      | 33,00% |
| 3       | 19 ottobre 1991  | Roberto Benigni, Silvan, Francesco Salvi                    | 7 236 000      | 32,16% |
| 4       | 26 ottobre 1991  | Gigi Sabani, Milly Carlucci                                 | 7 217 000      | 32,61% |
| 5       | 2 novembre 1991  | Alba Parietti, Franca Valeri                                | 7 342 000      | 32,08% |
| 6       | 9 novembre 1991  | Loretta Goggi, Enza Sampò, Corrado                          | 7 772 000      | 33,87% |
| 7       | 16 novembre 1991 | Marisa Laurito, Bud Spencer                                 | 7 649 000      | 33,03% |
| 8       | 23 novembre 1991 | Carmen Lasorella, Gigi Proietti                             | 7 223 000      | 30,39% |
| 9       | 30 novembre 1991 | Amanda Lear, Toto Cutugno                                   | 6 898 000      | 28,85% |
| 10      | 7 dicembre 1991  | Carmen Russo                                                | 8 347 000      | 35,46% |
| 11      | 14 dicembre 1991 | Jerry Lewis, Katia Ricciarelli, Don Lurio                   | 8 290 000      | 37,29% |
| 12      | 21 dicembre 1991 | Ron Moss, Martina Colombari                                 | 8 189 000      | 36,98% |
| 13      | 28 dicembre 1991 | Leo Gullotta, Antonella Stefanucci                          | 7 080 000      | 32,06% |
| 14      | 6 gennaio 1992   | Toto Cutugno, Luca Carboni                                  | 10 409 000     | 41,54% |

## Fantastico Enrico/Fantastico(1997-1998)
Numero di puntate: 14
Periodo: dal 4 ottobre 1997 al 6 gennaio 1998
Conduzione: Enrico Montesano dalla 1ª alla 5ª puntata; Giancarlo Magalli dalla 6ª puntata con Milly Carlucci, e con la partecipazione di Mario Merola, Fausto Leali ed Amii Stewart (presenti fino alla quinta puntata).
Direzione musicale: Gianni Ferrio
| Puntata | Messa in onda    | Ospiti                                         | Telespettatori | Share  |
| ------- | ---------------- | ---------------------------------------------- | -------------- | ------ |
| 1       | 4 ottobre 1997   | Raoul Bova, Demi Moore, Maria Grazia Cucinotta | 6 608 000      | 31,93% |
| 2       | 12 ottobre 1997  |                                                | 5 766 000      | 25,93% |
| 3       | 18 ottobre 1997  |                                                | 5 775 000      | 27,16% |
| 4       | 25 ottobre 1997  |                                                | 6 015 000      | 25,87% |
| 5       | 1º novembre 1997 |                                                | 4 869 000      | 22,28% |
| 6       | 8 novembre 1997  |                                                | 7 393 000      | 30,31% |
| 7       | 14 novembre 1997 |                                                | 7 193 000      | 27,34% |
| 8       | 22 novembre 1997 |                                                | 5 622 000      | 23,47% |
| 9       | 29 novembre 1997 |                                                | 5 510 000      | 23,42% |
| 10      | 6 dicembre 1997  |                                                | 7 750 000      | –      |
| 11      | 13 dicembre 1997 |                                                | 5 315 000      | 22,73% |
| 12      | 20 dicembre 1997 |                                                | 5 466 000      | 24,43% |
| 13      | 27 dicembre 1997 |                                                | 5 478 000      | 24,43% |
| 14      | 6 gennaio 1998   |                                                | 7 746 000      | 33,66% |